# Saint Francis College
La Saint Francis College (SFC) è un'università privata di indirizzo cattolico con sede a Brooklyn, nello stato americano di New York.
Le origini del college si ricollegano con quelle della St. Francis Academy , aperta nel 1859 dai Fratelli del terz'ordine regolare di San Francesco d'Assisi di Brooklyn: divenne college nel 1884.